# Hemitomes congestum
Hemitomes es un género monotípico de plantas pertenecientes a la familia Ericaceae. Su única especie: Hemitomes congestum es originaria de Norteamérica.

## Distribución y hábitat
Esta planta rara y poco común nativa de la costa oeste de América del Norte desde la Columbia Británica hasta California, donde crece en los bosques densos y oscuros como los bosques de secoyas de la región. 

## Descripción
Es una pequeña planta carnosa, sin tallo, perenne que forma grumos en la hojarasca. Es de color blanco, amarillento o rojizo. Poco se conoce sobre el ciclo de vida de la planta debido a su rareza, pero es probable que obtenga sus nutrientes parasitando hongos, ya que carece de la clorofila. Crece de un rizoma con raíces frágiles y se cubre en escamas dispersas que son sus hojas rudimentarias. Una inflorescencia emerge en un tallo grueso desde el suelo con flores solitarias densamente agrupadas. Las flores tienen pétalos desiguales de color amarillento o rosado y contienen pelos amarillos redondos y grandes estigmas . El fruto es una baya carnosa de color blanco.

## Taxonomía
Hemitomes congestum fue descrita por Asa Gray y publicado en Reports of explorations and surveys : to ascertain the most practicable and economical route for a railroad from the Mississippi River to the Pacific Ocean, made under the direction of the Secretary of War 6(3): 80–81, pl. 12. 1857[1858].